# Пять дней Милана
«Пять дней Милана» (итал. Cinque giornate di Milano) — события 18—22 марта 1848 года, произошедшие в Милане в начале первой войны за объединение Италии. Эпизод революций 1848—1849 годов в Италии и Австрийской империи.

## Предпосылки
Героические страницы в летопись Рисорджименто внесли жители Милана — главного форпоста австрийского господства в Северной Италии. 24 февраля произошла революция в Париже, а за нею — мартовская революция в Вене. Теперь движение приняло в Ломбардо-венецианской области более бурный характер, чем в какой-либо другой части Италии.
17 марта, когда в Милане стало известно о революции в Вене, всё уже было готово к восстанию. Напрасно пытался вице-председатель ломбардо-венецианского правительства граф О’Доннелл успокоить возмущение народных масс сообщением, что его императорское величество собирается даровать конституцию ломбардцам, после событий, произошедших в Вене. По улицам Милана была расклеена анонимная прокламация, призывавшая «завтра в 3 часа всем явиться в Аллею рабов».

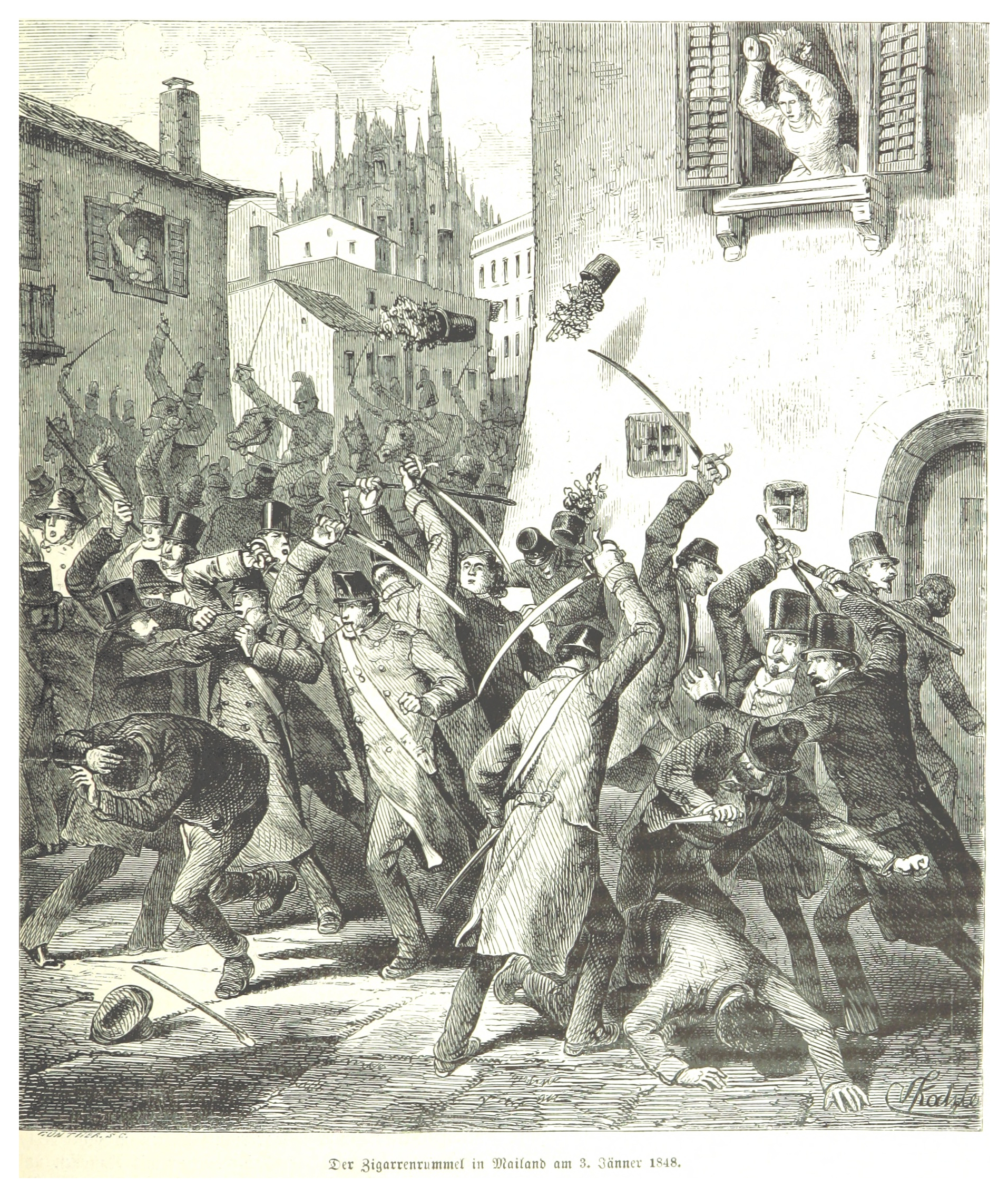
Пять дней Милана
(гравюра 1872 года)

18 марта восставшие миланцы захватили власть в городе в свои руки. Была захвачена городская ратуша и образован военный совет, игравший роль временного правительства. Начала создаваться национальная гвардия, к участию в которой призывались даже дети. Восстанием руководил молодой республиканец — мадзинист Чернисски.
19 марта по всем улицам Милана были воздвигнуты баррикады. Австрийский военачальник Йозеф Радецкий, располагавший 15-тысячным войском, по всем правилам военной стратегии занял форты на валу, окружавшем город. Восставшие жители Милана имели мало оружия и вооружились, кто чем мог. На баррикадах героически сражались женщины и дети.
20 и 21 марта австрийские войска со всех сторон обстреливали город. Из предместий отдельные отряды вооружившихся жителей прорывались на помощь горожанам.
21 марта Радецкий предложил перемирие. Миланцы отказались. Тогда Радецкий решил 22 марта отступить из Милана. 15-тысячная армия отступала под прикрытием пушечных выстрелов. Население преграждало ему путь и вступало с ним в бой. В самой армии вспыхнул бунт, и многие из австрийских солдат перешли на сторону восставшего народа. Армия Радецкого с трудом добралась до Квадрилатеро — четырёхугольника крепостей Мантуи, Вероны, Пескьера-дель-Гарда и Леньяго, лежащего между Венецией и Ломбардией.
Так была одержана первая победа. Фридрих Энгельс, внимательно следивший за героической борьбой миланцев, называл пятидневную миланскую революцию «… самой славной революцией из всех революций 1848 г…».
Русский учёный М. М. Ковалевский с волнением отмечал в Милане следы Рисорджименто: «Предпоследняя станция перед Миланом, — пишет он в своих „Записях во время путешествия“, — носит название Mogenta от близлежащего поля, знаменитого поражения Австрии. Одинокие кресты показывают, где пало столько итальянцев за независимость и объединение Италии».

## Манифест короля Сардинии Карла Альберта, 23 марта 1848 года
Народы Ломбардо-Венецианской области! Решается участь Италии, счастливая судьба благоприятствует неустрашимым защитникам тех прав, которые были так долго попраны. Любовь к родине, дух века, общность желаний обязывают нас к немедленному объединению…

Народы Ломбардии и Венеции! Наши войска, которые собрались уже на вашей границе, когда вы предвидели освобождение славного города Милана, теперь готовы дать вам, даже до последних испытаний, ту помощь, которую брат ожидает от брата и друг от друга. Мы поддержим ваши справедливые желания, уповая на помощь бога, который, несомненно, с нами, бога, даровавшего Италии Пия IX, того бога, которым таким чудесным образом дал Италии возможность обеспечить свою независимость. Чтобы еще больше продемонстрировать единение Италии, мы желаем, чтобы наши войска, вступая в землю Ломбардии и Венеции, имели савойский герб над трехцветным итальянским знаменем.«Nouveau recueil general de traits», 1854, t. XII, p. 432 (с франц.)

## Ф. Орсинио начале войны 1848 года против австрийцев
При известии о революции в Милане Италию охватило пламя. «На войну! В лагерь!» — такие крики слышались со всех сторон. Молодые девушки опоясывали мечом своих возлюбленных и провожали их пожеланием божьей помощи, предсказывали им победу над чужеземцем. Молодые люди покидали свою службу и домашний уют, чтобы идти на помощь соотечественникам для изгнания ненавистных австрийцев из Альп. Благо страны было первой мыслью всех и каждого. Надеждой сияли лица богача, аристократа, ремесленника, бедняка и даже патера. Что это было за зрелище! Страна, которую веками держали в рабстве, не знавшая военной науки, разъединенная, презираемая иностранцами, одним ударом разбила свои цепи и бросила их в лицо чужеземца-врага, забыв внутренние раздоры, поправ традиционные предрассудки и устремившись на войну с кличем: «Свобода, независимость и единство!»… Папа не мог остаться спокойным при этом всеобщем движении. Дурандо был назначен главнокомандующим римских войск, и папа благословил его знамёна. Со всех концов государства регулярные отряды и волонтеры шли навстречу австрийцам…

## В кино
- «Пять дней» / Le cinque giornate — реж. Дарио Ардженто (Италия, 1973)